# Infamous 2
Infamous 2, ook wel geschreven als inFAMOUS 2, is het vervolg van inFamous en is te spelen op de PlayStation 3. De uitgever is Sucker Punch Productions. Op 10 juni 2011 is het spel in Europa uitgekomen.

## Synopsis
Na deel 1 onthult Kessler een visie op de toekomst namelijk de komst van een verschrikkelijk schepsel, "Het Beest" en dat Cole de enige is die het kan verslaan. Hiervoor heeft hij echter meer macht nodig. Hij ontmoet Kuo die vraagt om hem te vergezellen naar New Marais waar ze Professor Sebastien Wolf, die beschikt over de nodige informatie om het beest te verslaan, zouden ontmoeten. Samen met zijn vriend Zeke en Kuo willen ze vertrekken, maar voordat de boot vertrekt ziet Cole een reusachtige schepsel en realiseert zich dat het te laat is en "Het Beest" er al is. Hij gaat de confrontatie aan, maar neemt rake klappen en keert terug naar de boot. Toen zag hij dat Empire City in puin lag.